# Saison 2016-2017 des 76ers de Philadelphie
La saison 2016-2017 des 76ers de Philadelphie est la 78e saison de la franchise en National Basketball Association (NBA).

## Draft
| Tour | Choix | Joueur         | Poste | Nationalité | Provenance                         |
| ---- | ----- | -------------- | ----- | ----------- | ---------------------------------- |
| 1    | 1     | Ben Simmons    | SF/PF | Australie   | Tigers de LSU                      |
| 1    | 24    | Timothé Luwawu | SG/SF | France      | KK Mega Leks (Serbie)              |
| 1    | 26    | Furkan Korkmaz | SG/SF | Turquie     | Anadolu Efes Spor Kulübü (Turquie) |

## Summer League
| Summer League Total: 3-8 |

| Match | Date match | Équipe      | Score    | Meilleur marqueur   | Meilleur rebondeur  | Meilleur passeur    | Lieux                   | Série |
| ----- | ---------- | ----------- | -------- | ------------------- | ------------------- | ------------------- | ----------------------- | ----- |
| 1     | 4 juillet  | Boston      | D 94-102 | Christian Wood (20) | Ben Simmons (8)     | T. J. McConnell (7) | Vivint Smart Home Arena | 0 - 1 |
| 2     | 5 juillet  | San Antonio | D 91-95  | Christian Wood (19) | James Webb III (8)  | Gielo, Vaughn (3)   | Vivint Smart Home Arena | 0 - 2 |
| 3     | 7 juillet  | Utah        | V 86-75  | Holmes, Wood (17)   | Holmes, Simmons (7) | Ben Simmons (6)     | Jon M. Huntsman Center  | 1 - 2 |

| Match | Date match | Équipe              | Score    | Meilleur marqueur    | Meilleur rebondeur  | Meilleur passeur    | Lieux                | Série |
| ----- | ---------- | ------------------- | -------- | -------------------- | ------------------- | ------------------- | -------------------- | ----- |
| 1     | 9 juillet  | L.A. Lakers         | D 69-70  | T. J. McConnell (12) | Ben Simmons (10)    | Ben Simmons (8)     | Thomas & Mack Center | 0 - 1 |
| 2     | 10 juillet | Chicago             | D 70-83  | Ben Simmons (18)     | McConnell, Wood (6) | T. J. McConnell (4) | Thomas & Mack Center | 0 - 2 |
| 3     | 12 juillet | Golden State        | D 77-85  | Christian Wood (22)  | Holmes, Simmons (8) | Ben Simmons (6)     | Thomas & Mack Center | 0 - 3 |
| 4     | 13 juillet | NBA D-League Select | V 108-71 | Shawn Long (21)      | Paul, Webb III (6)  | T. J. McConnell (9) | Thomas & Mack Center | 1 - 3 |
| 5     | 14 juillet | Brooklyn            | D 84-87  | Brandon Paul (18)    | Richaun Holmes (8)  | T. J. McConnell (8) | Thomas & Mack Center | 1 - 4 |
| 6     | 15 juillet | Miami               | V 74-66  | Shawn Long (18)      | Long, Simmons (10)  | Ben Simmons (6)     | Thomas & Mack Center | 2 - 4 |

## Pré-saison
| Pré-saison Total: 2-5 (Domicile : 1-2 ; Extérieur : 1-3) |

| Match | Date match | Équipe       | Score           | Meilleur marqueur   | Meilleur rebondeur   | Meilleur passeur     | Lieux                   | Série |
| ----- | ---------- | ------------ | --------------- | ------------------- | -------------------- | -------------------- | ----------------------- | ----- |
| 1     | 4 octobre  | @ Boston     | V 92-89         | Brandon Paul (15)   | Robert Covington (7) | Sergio Rodríguez (6) | Mullins Center          | 1 - 0 |
| 2     | 6 octobre  | Washington   | D 119-125 (2OT) | Richaun Holmes (20) | Richaun Holmes (12)  | T. J. McConnell (7)  | Wells Fargo Center      | 1 - 1 |
| 3     | 8 octobre  | @ Cleveland  | D 105-108       | Richaun Holmes (19) | James Webb III (7)   | Sergio Rodríguez (8) | Quicken Loans Arena     | 1 - 2 |
| 4     | 11 octobre | @ Memphis    | D 91-121        | Embiid, Luwawu (13) | Timothé Luwawu (9)   | T. J. McConnell (5)  | FedExForum              | 1 - 3 |
| 5     | 13 octobre | @ Washington | D 79-100        | Jerami Grant (14)   | Joel Embiid (12)     | Sergio Rodríguez (7) | Verizon Center          | 1 - 4 |
| 6     | 15 octobre | Détroit      | D 76-97         | Joel Embiid (15)    | Quatre joueurs (5)   | Sergio Rodríguez (7) | Wells Fargo Center      | 1 - 5 |
| 7     | 21 octobre | @ Miami      | V 113-110       | Dario Šarić (19)    | Joel Embiid (9)      | Sergio Rodríguez (4) | American Airlines Arena | 2 - 5 |

## Saison régulière
| Saison régulière Total: 28-54 (Domicile : 17-24 ; Extérieur : 11-30) |

| Match | Date match | Équipe        | Score    | Meilleur marqueur      | Meilleur rebondeur | Meilleur passeur     | Lieux Spectateurs  | Série |
| ----- | ---------- | ------------- | -------- | ---------------------- | ------------------ | -------------------- | ------------------ | ----- |
| 1     | 26 octobre | Oklahoma City | D 97-103 | Joel Embiid (20)       | Embiid, Šarić (7)  | Sergio Rodríguez (9) | Wells Fargo Center | 0 - 1 |
| 2     | 29 octobre | Atlanta       | D 72-104 | Embiid, Rodríguez (14) | Richaun Holmes (6) | Sergio Rodríguez (5) | Wells Fargo Center | 0 - 2 |

| Match | Date match   | Équipe      | Score          | Meilleur marqueur     | Meilleur rebondeur   | Meilleur passeur       | Lieux Spectateurs       | Série  |
| ----- | ------------ | ----------- | -------------- | --------------------- | -------------------- | ---------------------- | ----------------------- | ------ |
| 3     | 1er novembre | Orlando     | D 101-103      | Hollis Thompson (22)  | Joel Embiid (10)     | Sergio Rodríguez (11)  | Wells Fargo Center      | 0 - 3  |
| 4     | 2 novembre   | @ Charlotte | D 93-109       | Šarić, İlyasova (14)  | Dario Šarić (7)      | T. J. McConnell (6)    | Time Warner Cable Arena | 0 - 4  |
| 5     | 5 novembre   | Cleveland   | D 101-102      | Joel Embiid (22)      | Robert Covington (8) | Sergio Rodríguez (11)  | Wells Fargo Center      | 0 - 5  |
| 6     | 7 novembre   | Utah        | D 84-109       | Jahlil Okafor (15)    | Joel Embiid (9)      | Sergio Rodríguez (5)   | Wells Fargo Center      | 0 - 6  |
| 7     | 9 novembre   | @ Indiana   | D 115-122 (OT) | Robert Covington (23) | Dario Šarić (12)     | Sergio Rodríguez (5)   | Bankers Life Fieldhouse | 0 - 7  |
| 8     | 11 novembre  | Indiana     | V 109-105 (OT) | Joel Embiid (25)      | Richaun Holmes (12)  | Sergio Rodríguez (9)   | Wells Fargo Center      | 1 - 7  |
| 9     | 12 novembre  | @ Atlanta   | D 96-117       | Jahlil Okafor (18)    | Dario Šarić (7)      | T. J. McConnell (6)    | Philips Arena           | 1 - 8  |
| 10    | 14 novembre  | @ Houston   | D 88-115       | Embiid, İlyasova (13) | Joel Embiid (10)     | Sergio Rodríguez (6)   | Toyota Center           | 1 - 9  |
| 11    | 16 novembre  | Washington  | V 109-102      | Jahlil Okafor (19)    | Dario Šarić (12)     | Sergio Rodríguez (12)  | Wells Fargo Center      | 2 - 9  |
| 12    | 17 novembre  | @ Minnesota | D 86-110       | Dario Šarić (16)      | Joel Embiid (10)     | T. J. McConnell (7)    | Target Center           | 2 - 10 |
| 13    | 19 novembre  | Phoenix     | V 120-105      | Joel Embiid (26)      | Sergio Rodríguez (8) | Sergio Rodríguez (11)  | Wells Fargo Center      | 3 - 10 |
| 14    | 21 novembre  | Miami       | V 101-94       | Joel Embiid (22)      | Ersan İlyasova (11)  | Rodríguez, Bayless (5) | Wells Fargo Center      | 4 - 10 |
| 15    | 23 novembre  | Memphis     | D 99-104 (OT2) | Ersan İlyasova (22)   | Ersan İlyasova (12)  | Jerryd Bayless (6)     | Wells Fargo Center      | 4 - 11 |
| 16    | 25 novembre  | Chicago     | D 89-105       | Ersan İlyasova (14)   | İlyasova, Šarić (7)  | Trois joueurs (3)      | Wells Fargo Center      | 4 - 12 |
| 17    | 27 novembre  | Cleveland   | D 108-112      | Joel Embiid (22)      | Embiid, Okafor       | Sergio Rodríguez (7)   | Wells Fargo Center      | 4 - 13 |
| 18    | 28 novembre  | @ Toronto   | D 95-122       | Robert Covington (20) | Richaun Holmes (9)   | Sergio Rodríguez (7)   | Air Canada Centre       | 4 - 14 |

| Match | Date match  | Équipe             | Score     | Meilleur marqueur     | Meilleur rebondeur    | Meilleur passeur     | Lieux Spectateurs          | Série  |
| ----- | ----------- | ------------------ | --------- | --------------------- | --------------------- | -------------------- | -------------------------- | ------ |
| 19    | 2 décembre  | Orlando            | D 88-105  | Joel Embiid (25)      | Jahlil Okafor (13)    | Sergio Rodríguez (7) | Wells Fargo Center         | 4 - 15 |
| 20    | 3 décembre  | Boston             | D 106-107 | Dario Šarić (21)      | Dario Šarić (12)      | Sergio Rodríguez (8) | Wells Fargo Center         | 4 - 16 |
| 21    | 5 décembre  | Denver             | D 98-106  | Trois joueurs (17)    | Trois joueurs (8)     | Sergio Rodríguez (7) | Wells Fargo Center         | 4 - 17 |
| 22    | 6 décembre  | @ Memphis          | D 91-96   | Ersan İlyasova (23)   | Ersan İlyasova (17)   | T. J. McConnell (9)  | FedExForum                 | 4 - 18 |
| 23    | 8 décembre  | @ Nouvelle-Orléans | V 99-88   | Ersan İlyasova (23)   | Ersan İlyasova (8)    | Sergio Rodríguez (8) | Smoothie King Center       | 5 - 18 |
| 24    | 11 décembre | @ Détroit          | V 97-79   | Robert Covington (16) | T. J. McConnell (10)  | T. J. McConnell (9)  | The Palace of Auburn Hills | 6 - 18 |
| 25    | 14 décembre | Toronto            | D 114-123 | Robert Covington (26) | Robert Covington (12) | T. J. McConnell (8)  | Wells Fargo Center         | 6 - 19 |
| 26    | 16 novembre | L. A. Lakers       | D 89-100  | Joel Embiid (15)      | Ersan İlyasova (10)   | T. J. McConnell (9)  | Wells Fargo Center         | 6 - 20 |
| 27    | 18 décembre | Brooklyn           | V 108-107 | Joel Embiid (33)      | Jahlil Okafor (11)    | T. J. McConnell (6)  | Wells Fargo Center         | 7 - 20 |
| 28    | 20 décembre | Nouvelle-Orléans   | D 93-108  | Ersan İlyasova (14)   | Robert Covington (8)  | T. J. McConnell (5)  | Wells Fargo Center         | 7 - 21 |
| 29    | 23 décembre | @ Phoenix          | D 116-123 | Joel Embiid (27)      | Joel Embiid (7)       | Sergio Rodríguez (7) | Talking Stick Resort Arena | 7 - 22 |
| 30    | 26 décembre | @ Sacramento       | D 100-102 | Joel Embiid (25)      | Dario Šarić (9)       | T. J. McConnell (6)  | Golden 1 Center            | 7 - 23 |
| 31    | 29 décembre | @ Utah             | D 83-100  | Ersan İlyasova (16)   | Ersan İlyasova (12)   | Trois joueurs (3)    | Vivint Smart Home Arena    | 7 - 24 |
| 32    | 30 décembre | @ Denver           | V 124-122 | İlyasova, Embiid (23) | Ersan İlyasova (13)   | T. J. McConnell (8)  | Pepsi Center               | 8 - 24 |

| Match | Date match | Équipe         | Score     | Meilleur marqueur         | Meilleur rebondeur    | Meilleur passeur      | Lieux Spectateurs         | Série   |
| ----- | ---------- | -------------- | --------- | ------------------------- | --------------------- | --------------------- | ------------------------- | ------- |
| 33    | 3 janvier  | Minnesota      | V 93-91   | Joel Embiid (25)          | Robert Covington (10) | T. J. McConnell (8)   | Wells Fargo Center        | 9 - 24  |
| 34    | 6 janvier  | @ Boston       | D 106-110 | Joel Embiid (23)          | Embiid, Noel (8)      | T. J. McConnell (17)  | TD Garden                 | 9 - 25  |
| 35    | 8 janvier  | @ Brooklyn     | V 105-95  | Joel Embiid (20)          | Robert Covington (11) | T. J. McConnell (6)   | Barclays Center           | 10 - 25 |
| 36    | 11 janvier | New York       | V 98-97   | Joel Embiid (21)          | Joel Embiid (14)      | T. J. McConnell (7)   | Wells Fargo Center        | 11 - 25 |
| 37    | 13 janvier | Charlotte      | V 102-93  | Joel Embiid (24)          | Joel Embiid (8)       | T. J. McConnell (8)   | Wells Fargo Center        | 12 - 25 |
| 38    | 14 janvier | @ Washington   | D 93-109  | Jahlil Okafor (26)        | Nerlens Noel (12)     | T. J. McConnell (6)   | Verizon Center            | 12 - 26 |
| 39    | 16 janvier | @ Milwaukee    | V 113-104 | Joel Embiid (22)          | Joel Embiid (12)      | Sergio Rodríguez (6)  | BMO Harris Bradley Center | 13 - 26 |
| 40    | 18 janvier | Toronto        | V 94-89   | Joel Embiid (26)          | Embiid, Šarić (9)     | T. J. McConnell (8)   | Wells Fargo Center        | 14 - 26 |
| 41    | 20 janvier | Portland       | V 93-92   | Ersan İlyasova (24)       | Joel Embiid (10)      | Embiid, McConnell (5) | Wells Fargo Center        | 15 - 26 |
| 42    | 21 janvier | @ Atlanta      | D 93-110  | Ersan İlyasova (21)       | Robert Covington (10) | T. J. McConnell (11)  | Philips Arena             | 15 - 27 |
| 43    | 24 janvier | L. A. Clippers | V 121-110 | Nerlens Noel (19)         | Trois joueurs (8)     | T. J. McConnell (10)  | Wells Fargo Center        | 16 - 27 |
| 44    | 25 janvier | @ Milwaukee    | V 114-109 | Gerald Henderson Jr. (20) | Nerlens Noel (13)     | T. J. McConnell (13)  | BMO Harris Bradley Center | 17 - 27 |
| 45    | 27 janvier | Houston        | D 118-123 | Joel Embiid (32)          | Joel Embiid (7)       | T. J. McConnell (8)   | Wells Fargo Center        | 17 - 28 |
| 46    | 29 janvier | @ Chicago      | D 108-121 | Ersan İlyasova (31)       | Robert Covington (12) | T. J. McConnell (12)  | United Center             | 17 - 29 |
| 47    | 30 janvier | Sacramento     | V 122-119 | Robert Covington (23)     | Robert Covington (10) | T. J. McConnell (11)  | Wells Fargo Center        | 18 - 29 |

| Match               | Date match  | Équipe        | Score     | Meilleur marqueur     | Meilleur rebondeur    | Meilleur passeur         | Lieux Spectateurs        | Série   |
| ------------------- | ----------- | ------------- | --------- | --------------------- | --------------------- | ------------------------ | ------------------------ | ------- |
| 48                  | 1er février | @ Dallas      | D 95-113  | Jahlil Okafor (16)    | Ersan İlyasova (10)   | McConnell, Rodríguez (4) | American Airlines Center | 18 - 30 |
| 49                  | 2 février   | @ San Antonio | D 86-102  | Ersan İlyasova (25)   | Ersan İlyasova (10)   | T. J. McConnell (7)      | AT&T Center              | 18 - 31 |
| 50                  | 4 février   | @ Miami       | D 102-125 | Ersan İlyasova (21)   | Richaun Holmes (9)    | Nik Stauskas (6)         | American Airlines Arena  | 18 - 32 |
| 51                  | 6 février   | @ Détroit     | D 96-113  | Jahlil Okafor (16)    | T. J. McConnell (7)   | Dario Šarić (4)          | Palace of Auburn Hills   | 18 - 33 |
| 52                  | 8 février   | San Antonio   | D 103-111 | Šarić, Okafor (20)    | Jahlil Okafor (8)     | Nik Stauskas (7)         | Wells Fargo Center       | 18 - 34 |
| 53                  | 9 février   | @ Orlando     | V 112-111 | Dario Šarić (24)      | Robert Covington (9)  | T. J. McConnell (8)      | Amway Center             | 19 - 34 |
| 54                  | 11 février  | Miami         | V 117-109 | 3 joueurs (17)        | Robert Covington (7)  | T. J. McConnell (10)     | Wells Fargo Center       | 20 - 34 |
| 55                  | 13 février  | @ Charlotte   | V 105-99  | Dario Šarić (18)      | Dario Šarić (11)      | T. J. McConnell (7)      | Time Warner Cable Arena  | 21 - 34 |
| 56                  | 15 février  | @ Boston      | D 108-116 | Dario Šarić (20)      | Dario Šarić (11)      | T. J. McConnell (8)      | TD Garden                | 21 - 35 |
| All-Star Break 2017 |             |               |           |                       |                       |                          |                          |         |
| 57                  | 24 février  | Washington    | V 120-112 | Robert Covington (25) | Covington, Šarić (11) | McConnell, Rodríguez (8) | Wells Fargo Center       | 22 - 35 |
| 58                  | 25 février  | @ New York    | D 109-110 | Jahlil Okafor (28)    | Dario Šarić (15)      | T. J. McConnell (7)      | Madison Square Garden    | 22 - 36 |
| 59                  | 27 février  | Golden State  | D 108-119 | Dario Šarić (21)      | Robert Covington (8)  | Dario Šarić (7)          | Wells Fargo Center       | 22 - 37 |

| Match | Date match | Équipe           | Score          | Meilleur marqueur            | Meilleur rebondeur           | Meilleur passeur         | Lieux Spectateurs       | Série   |
| ----- | ---------- | ---------------- | -------------- | ---------------------------- | ---------------------------- | ------------------------ | ----------------------- | ------- |
| 60    | 1er mars   | @ Miami          | D 98-125       | Robert Covington (19)        | Jahlil Okafor (7)            | T. J. McConnell (5)      | American Airlines Arena | 22 - 38 |
| 61    | 3 mars     | New York         | V 105-102      | Dario Šarić (21)             | Dario Šarić (10)             | McConnell, Šarić (4)     | Wells Fargo Center      | 23 - 38 |
| 62    | 4 mars     | Détroit          | D 106-136      | Nik Stauskas (24)            | Justin Anderson (8)          | 3 joueurs (8)            | Wells Fargo Center      | 23 - 39 |
| 63    | 6 mars     | Milwaukee        | D 98-112       | Justin Anderson (19)         | Richaun Holmes (9)           | McConnell, Rodríguez (8) | Wells Fargo Center      | 23 - 40 |
| 64    | 9 mars     | @ Portland       | D 108-114 (OT) | Dario Šarić (28)             | Robert Covington (13)        | McConnell, Rodríguez (6) | Moda Center             | 23 - 41 |
| 65    | 11 mars    | @ L. A. Clippers | D 100-112      | Richaun Holmes (24)          | Richaun Holmes (9)           | T. J. McConnell (10)     | Staples Center          | 23 - 42 |
| 66    | 12 mars    | @ L. A. Lakers   | V 118-116      | Dario Šarić (29)             | Dario Šarić (7)              | T. J. McConnell (8)      | Staples Center          | 24 - 42 |
| 67    | 14 mars    | @ Golden State   | D 104-106      | Dario Šarić (25)             | Robert Covington (9)         | T. J. McConnell (10)     | Oracle Arena            | 24 - 43 |
| 68    | 17 mars    | Dallas           | V 116-74       | Justin Anderson (19)         | Robert Covington (9)         | McConnell, Rodríguez (6) | Wells Fargo Center      | 25 - 43 |
| 69    | 19 mars    | Boston           | V 105-99       | Dario Šarić (23)             | Robert Covington (8)         | McConnell, Rodríguez (7) | Wells Fargo Center      | 26 - 43 |
| 70    | 20 mars    | @ Orlando        | D 109-112 (OT) | Holmes, Covington (24)       | Richaun Holmes (14)          | T. J. McConnell (11)     | Amway Center            | 26 - 44 |
| 71    | 22 mars    | @ Oklahoma City  | D 97-122       | Nik Stauskas (20)            | Shawn Long (6)               | McConnell, Rodríguez (4) | Chesapeake Energy Arena | 26 - 45 |
| 72    | 24 mars    | @ Chicago        | V 117-107      | Dario Šarić (32)             | Dario Šarić (10)             | T. J. McConnell (8)      | United Center           | 27 - 45 |
| 73    | 26 mars    | @ Indiana        | D 94-107       | Sergio Rodríguez (16)        | Richaun Holmes (12)          | T. J. McConnell (7)      | Bankers Life Fieldhouse | 27 - 46 |
| 74    | 28 mars    | @ Brooklyn       | V 106-101      | Dario Šarić (23)             | Robert Covington (13)        | T. J. McConnell (10)     | Barclays Center         | 28 - 46 |
| 75    | 29 mars    | Atlanta          | D 92-99        | Richaun Holmes (25)          | Timothé Luwawu-Cabarrot (10) | T. J. McConnell (8)      | Wells Fargo Center      | 28 - 47 |
| 76    | 31 mars    | @ Cleveland      | D 105-122      | Holmes, Luwawu-Cabarrot (19) | Justin Anderson (10)         | T. J. McConnell (7)      | Quicken Loans Arena     | 28 - 48 |

| Match | Date match | Équipe     | Score     | Meilleur marqueur            | Meilleur rebondeur  | Meilleur passeur     | Lieux Spectateurs     | Série   |
| ----- | ---------- | ---------- | --------- | ---------------------------- | ------------------- | -------------------- | --------------------- | ------- |
| 77    | 2 avril    | @ Toronto  | D 105-113 | Timothé Luwawu-Cabarrot (23) | Richaun Holmes (7)  | T. J. McConnell (11) | Air Canada Centre     | 28 - 49 |
| 78    | 4 avril    | Brooklyn   | D 118-141 | Timothé Luwawu-Cabarrot (19) | Alex Poythress (7)  | T. J. McConnell (7)  | Wells Fargo Center    | 28 - 50 |
| 79    | 6 avril    | Chicago    | D 90-102  | Timothé Luwawu-Cabarrot (18) | Šarić, Holmes (10)  | T. J. McConnell (8)  | Wells Fargo Center    | 28 - 51 |
| 80    | 8 avril    | Milwaukee  | D 82-90   | Richaun Holmes (17)          | Richaun Holmes (10) | T. J. McConnell (10) | Wells Fargo Center    | 28 - 52 |
| 81    | 10 avril   | Indiana    | D 111-120 | Timothé Luwawu-Cabarrot (24) | Šarić, Holmes (6)   | T. J. McConnell (8)  | Wells Fargo Center    | 28 - 53 |
| 82    | 12 avril   | @ New York | D 113-114 | Justin Anderson (26)         | Shawn Long (9)      | T. J. McConnell (8)  | Madison Square Garden | 28 - 54 |

## Confrontations
| Conférence Est      | Conférence Est                               | Conférence Est                               | Conférence Est                               | Conférence Est                               | Conférence Ouest                             | Conférence Ouest                             | Conférence Ouest                             |
| Division Atlantique | Division Atlantique                          | Division Atlantique                          | Division Atlantique                          | Division Atlantique                          | Division Nord-Ouest                          | Division Nord-Ouest                          | Division Nord-Ouest                          |
| Équipe              | Domicile                                     | Domicile                                     | Extérieur                                    | Extérieur                                    | Équipe                                       | Domicile                                     | Extérieur                                    |
| ------------------- | -------------------------------------------- | -------------------------------------------- | -------------------------------------------- | -------------------------------------------- | -------------------------------------------- | -------------------------------------------- | -------------------------------------------- |
| Boston              | 106-107                                      | 105-99                                       | 106-110                                      | 108-116                                      | Denver                                       | 98-106                                       | 124-122                                      |
| Brooklyn            | 108-107                                      | 118-141                                      | 105-95                                       | 106-101                                      | Minnesota                                    | 93-91                                        | 86-110                                       |
| New York            | 98-97                                        | 105-102                                      | 109-110                                      |                                              | Oklahoma City                                | 97-103                                       | 97-122                                       |
|                     |                                              |                                              |                                              |                                              | Portland                                     | 93-92                                        | 108-114 (OT)                                 |
| Toronto             | 114-123                                      | 94-89                                        | 95-122                                       | 105-113                                      | Utah                                         | 84-109                                       | 93-100                                       |
|                     | 5–3                                          | 5–3                                          | 2–5                                          | 2–5                                          |                                              | 2–3                                          | 1–4                                          |
| Division            | 7–8                                          | 7–8                                          | 7–8                                          | 7–8                                          | Division                                     | 3–7                                          | 3–7                                          |
| Division Centrale   | Division Centrale                            | Division Centrale                            | Division Centrale                            | Division Centrale                            | Division Pacifique                           | Division Pacifique                           | Division Pacifique                           |
| Equipe              | Domicile                                     | Domicile                                     | Extérieur                                    | Extérieur                                    | Equipe                                       | Domicile                                     | Extérieur                                    |
| Chicago             | 89-105                                       | 90-102                                       | 108-121                                      | 117-107                                      | Golden State                                 | 108-119                                      | 104-106                                      |
| Cleveland           | 101-102                                      | 108-112                                      | 105-122                                      |                                              | L.A. Clippers                                | 121-110                                      | 100-112                                      |
| Detroit             | 106-136                                      |                                              | 97-79                                        | 96-113                                       | L.A. Lakers                                  | 81-100                                       | 118-116                                      |
| Indiana             | 109-105 (OT)                                 | 111-120                                      | 115-122 (OT)                                 | 94-107                                       | Phoenix                                      | 86-110                                       | 116-123                                      |
| Milwaukee           | 98-112                                       | 82-90                                        | 113-104                                      | 114-109                                      | Sacramento                                   | 122-119                                      | 100-102                                      |
|                     | 1–8                                          | 1–8                                          | 4–5                                          | 4–5                                          |                                              | 3–2                                          | 1–4                                          |
| Division            | 5–13                                         | 5–13                                         | 5–13                                         | 5–13                                         | Division                                     | 4–6                                          | 4–6                                          |
| Division Sud-Est    | Division Sud-Est                             | Division Sud-Est                             | Division Sud-Est                             | Division Sud-Est                             | Division Sud-Ouest                           | Division Sud-Ouest                           | Division Sud-Ouest                           |
| Equipe              | Domicile                                     | Domicile                                     | Extérieur                                    | Extérieur                                    | Equipe                                       | Domicile                                     | Extérieur                                    |
| Atlanta             | 72-104                                       | 92-99                                        | 96-117                                       | 93-110                                       | Dallas                                       | 116-74                                       | 95-113                                       |
| Charlotte           | 102-93                                       |                                              | 93-109                                       | 105-99                                       | Houston                                      | 118-123                                      | 88-115                                       |
| Miami               | 101-94                                       | 117-109                                      | 102-125                                      | 98-125                                       | Memphis                                      | 99-104 (OT2)                                 | 91-96                                        |
| Orlando             | 101-103                                      | 88-105                                       | 112-111                                      | 109-112 (OT)                                 | La Nouvelle-Orléans                          | 93-108                                       | 99-88                                        |
| Washington          | 109-102                                      | 120-112 (OT)                                 | 93-109                                       |                                              | San Antonio                                  | 103-111                                      | 86-102                                       |
|                     | 5–4                                          | 5–4                                          | 2–7                                          | 2–7                                          |                                              | 1–4                                          | 1–4                                          |
| Division            | 7–11                                         | 7–11                                         | 7–11                                         | 7–11                                         | Division                                     | 2–8                                          | 2–8                                          |
| Conférence          | 19–32 (Domicile : 11–15 ; Extérieur : 8–17)  | 19–32 (Domicile : 11–15 ; Extérieur : 8–17)  | 19–32 (Domicile : 11–15 ; Extérieur : 8–17)  | 19–32 (Domicile : 11–15 ; Extérieur : 8–17)  | Conférence                                   | 9–21 (Domicile : 6–9 ; Extérieur : 3–12)     | 9–21 (Domicile : 6–9 ; Extérieur : 3–12)     |
| Total               | 28–53 (Domicile : 17–24 ; Extérieur : 11–29) | 28–53 (Domicile : 17–24 ; Extérieur : 11–29) | 28–53 (Domicile : 17–24 ; Extérieur : 11–29) | 28–53 (Domicile : 17–24 ; Extérieur : 11–29) | 28–53 (Domicile : 17–24 ; Extérieur : 11–29) | 28–53 (Domicile : 17–24 ; Extérieur : 11–29) | 28–53 (Domicile : 17–24 ; Extérieur : 11–29) |

## Effectif actuel
| 76ers de Philadelphie Effectif actuel |    |                        |                      |                 |
| Entraîneur : Brett Brown              |    |                        |                      |                 |
| Meneur, Arrière                       | 0  | Drapeau des États-Unis | Jerryd Bayless       | Arizona         |
| Ailier fort, Ailier                   | 33 | Drapeau des États-Unis | Robert Covington     | Tennessee State |
| Pivot                                 | 21 | Drapeau du Cameroun    | Joel Embiid (C)      | Kansas          |
| Arrière                               | 12 | Drapeau des États-Unis | Gerald Henderson Jr. | Duke            |
| Ailier, Ailier fort                   | 22 | Drapeau des États-Unis | Richaun Holmes       | Bowling Green   |
| Ailier fort                           | 7  | Drapeau de la Turquie  | Ersan İlyasova       | Turquie         |
| Arrière, Ailier                       | 20 | Drapeau de la France   | Timothé Luwawu       | France          |
| Meneur                                | 1  | Drapeau des États-Unis | T. J. McConnell      | Arizona         |
| Pivot, Ailier fort                    | 4  | Drapeau des États-Unis | Nerlens Noel         | Kentucky        |
| Pivot                                 | 8  | Drapeau des États-Unis | Jahlil Okafor        | Duke            |
| Meneur, Arrière                       | 14 | Drapeau de l'Espagne   | Sergio Rodríguez     | Espagne         |
| Ailier fort                           | 9  | Drapeau de la Croatie  | Dario Šarić          | Croatie         |
| Ailier, Ailier fort                   | 25 | Drapeau de l'Australie | Ben Simmons          | LSU             |
| Arrière                               | 11 | Drapeau du Canada      | Nik Stauskas         | Michigan        |
| (C) - Capitaine, (AL) - - Blessé      |    |                        |                      |                 |

## Contrats et salaires 2016-2017
| Joueur                 | Poste          | Âge            | Exp            | Contrat                | Salaire 2015-2016 | Fin du contrat |
| ---------------------- | -------------- | -------------- | -------------- | ---------------------- | ----------------- | -------------- |
| Joueurs actuels        |                |                |                |                        |                   |                |
| Jerryd Bayless         | PG             | 28             | 8              | 27 000 000 $ sur 3 ans | 9 424 084 $       | 2019           |
| Robert Covington       | SF             | 25             | 3              | 3 015 696 $ sur 3 ans  | 1 015 696 $**     | 2018           |
| Joel Embiid            | C              | 22             | 2              | 19 981 026 $ sur 4 ans | 4 826 160 $       | 2018           |
| Gerald Henderson Jr.   | SG             | 28             | 7              | 18 000 000 $ sur 2 ans | 9 000 000 $       | 2018           |
| Richaun Holmes         | PF             | 23             | 1              | 3 114 746 $ sur 3 ans  | 1 025 831 $       | 2019           |
| Ersan İlyasova         | SF             | 29             | 8              | 40 000 000 $ sur 5 ans | 8 400 000 $       | 2017           |
| Timothé Luwawu         | SF             | 21             | 0              | 2 713 560 $ sur 2 ans  | 1 326 960 $       | 2020           |
| T. J. McConnell        | PG             | 24             | 1              | 2 414 475 $ sur 3 ans  | 874,636 $*        | 2019           |
| Nerlens Noel           | C              | 22             | 2              | 14 329 730 $ sur 4 ans | 4 384 490 $       | 2017           |
| Jahlil Okafor          | C              | 20             | 1              | 14 366 640 $ sur 3 ans | 4 788 840 $       | 2019           |
| Sergio Rodríguez Gómez | SG             | 30             | 4              | 8 000 000 $ sur 1 an   | 8 000 000 $       | 2017           |
| Dario Šarić            | PF             | 22             | 0              | 4 740 840 $ sur 2 ans  | 2 318 280 $       | 2018           |
| Ben Simmons            | PF             | 20             | 0              | 12 072 000 $ sur 2 ans | 5 903 160 $       | 2020           |
| Nik Stauskas           | SG             | 23             | 2              | 12 415 467 $ sur 4 ans | 2 993 040 $       | 2018           |
| Total salaire          | Total salaire  | Total salaire  | Total salaire  | Total salaire          | 65 296 873 $      | -              |
| Joueurs coupés         | Joueurs coupés | Joueurs coupés | Joueurs coupés | Joueurs coupés         | 12 198 851 $      | -              |
| 2016 Cap Hold          | 2016 Cap Hold  | 2016 Cap Hold  | 2016 Cap Hold  | 2016 Cap Hold          | 2 987 162 $       | -              |
|                        |                |                |                |                        |                   |                |
| Total                  | Total          | Total          | Total          | Total                  | 80 482 886 $      | Différence     |
| Salary Cap             | Salary Cap     | Salary Cap     | Salary Cap     | Salary Cap             | 94 143 000 $      | 13 660 114 $   |
| Luxury Tax             | Luxury Tax     | Luxury Tax     | Luxury Tax     | Luxury Tax             | 113 287 000 $     | 35 685 481 $   |

- 2017 = Joueurs agents libres en fin de saison.
- * = Contrat non garanti.
  - * = Contrat partiellement garanti.

## Transferts

### Échanges
| Juillet         | Juillet                                                         | Juillet                                                           | Juillet                |
| --------------- | --------------------------------------------------------------- | ----------------------------------------------------------------- | ---------------------- |
| 15 juillet 2016 | Échange à deux équipes                                          | Échange à deux équipes                                            | Échange à deux équipes |
| 15 juillet 2016 | Vers Cavaliers de Cleveland - Droits sur Chukwudiebere Maduabum | Vers 76ers de Philadelphie - Sasha Kaun - Compensation financière | [ 2 ]                  |

### Joueurs qui re-signent

#### Options joueur et équipe
| Joueur          | Option                                                                                                   |
| --------------- | --- |
| Hollis Thompson | Philadelphie exerce son option d'équipe de 1 020 000 $ pour la saison 2016-2017.                         |
| Isaiah Canaan   | Philadelphie décline la Qualifying Offer de 1 215 696 $ pour la saison 2016-2017 et devient agent libre. |

### Arrivés
| Joueur                                | Contrat                           | Provenance                           | Référence |
| ------------------------------------- | --------------------------------- | ------------------------------------ | --------- |
| Jerryd Bayless                        | Contrat de 27 000 000 $ sur 3 ans | Bucks de Milwaukee                   | [ 3 ]     |
| Gerald Henderson Jr.                  | Contrat de 18 000 000 $ sur 2 ans | Trail Blazers de Portland            | [ 4 ]     |
| Shawn Long                            | Contrat de 1 440 000 $ sur 2 ans  | Ragin' Cajuns de Louisiana-Lafayette | [ 5 ]     |
| Timothé Luwawu (Draft 2016, choix 24) | Contrat de 2 710 000 $ sur 2 ans  | KK Mega Leks                         | [ 6 ]     |
| Sergio Rodríguez Gómez                | Contrat de 8 000 000 $ sur 1 an   | Real Madrid                          | [ 7 ]     |
| Dario Šarić                           | Contrat de 4 740 000 $ sur 2 ans  | Anadolu Efes Spor Kulübü             | [ 8 ]     |
| Ben Simmons (Draft 2016, choix 1)     | Contrat de 12 070 000 $ sur 2 ans | Tigers de LSU                        | [ 9 ]     |
| James Webb III                        | Contrat de 1 440 000 $ sur 2 ans  | Broncos de Boise State               | [ 5 ]     |

### Départs
| Joueur          | Raison départ | Nouvelle équipe ¹  | Référence |
| --------------- | ------------- | ------------------ | --------- |
| Sasha Kaun      | Libéré        | -                  | [ 10 ]    |
| Ish Smith       | Agent libre   | Pistons de Détroit | [ 11 ]    |
| Hollis Thompson | Libéré        | -                  | [ 12 ]    |

¹ Il s'agit de l’équipe pour laquelle le joueur a signé après son départ, il a pu entre-temps changer d'équipe ou encore de pays.